# San Miguel del Resgate
San Miguel del Resgate es una localidad de México perteneciente al municipio de Acaxochitlán en el estado de Hidalgo.

## Geografía
La localidad se encuentra localizada en las coordenadas geográficas 20°13′43.32″N 98°10′30.93″O / 20.2287000, -98.1752583, con una altitud de 2125 m s. n. m. Se encuentra a una distancia aproximada de 14.65 kilómetros al noreste de la cabecera municipal, Acaxochitlán. Se encuentra en la región geográfica de la Sierra de Tenango.
En cuanto a fisiografía, se encuentra dentro de la provincia de la Sierra Madre Oriental dentro de la subprovincia del Carso Huasteco; su terreno es de sierra. En lo que respecta a la hidrología se encuentra posicionado en la región Tuxpan-Nautla, dentro de la cuenca del río Cazones, en la subcuenca del río San Marcos. Cuenta con un clima templado húmedo con lluvias todo el año.

## Demografía
En 2020 registró una población de 680 personas, lo que corresponde al 1.48 % de la población municipal. De los cuales 317 son hombres y 363 son mujeres. Tiene 169 viviendas particulares habitadas.
| Gráfica de evolución demográfica de San Miguel del Resgate entre 1900 y 2020                 |
|                                                                                              |
| Población de los censos y conteos del Instituto Nacional de Estadística y Geografía (INEGI). |